# Discovery Bay (Califórnia)
Discovery Bay é uma Região censo-designada localizada no Estado americano da Califórnia, no Condado de Contra Costa.

## Geografia
A área total da cidade é de 23,7 km² (9,1 mi²), sendo 20,9 km² (8,1 mi²) de terra e 2,7 km² (1,1 mi²) de água (11,60%).

## Demografia
De acordo com o censo de 2000, a densidade populacional é de 429,2/km² (1111,9/mi²) entre os 8981 habitantes, distribuídos da seguinte forma:
- 87,57% caucasianos
- 1,84% afro-americanos
- 0,84% nativo americanos
- 1,78% asiáticos
- 0,18% nativos de ilhas do Pacífico
- 3,95% outros
- 3,84% mestiços
- 10,43% latinos

Existem 2635 famílias na cidade, e a quantidade média de pessoas por residência é de 2,64 pessoas.

## Localidades na vizinhança
O diagrama seguinte representa as localidades num raio de 24 km ao redor de Discovery Bay.